# Марченков, Владислав Игоревич
Владислав Игоревич Марченков (род. 29 октября 1996, Великие Луки, Псковская область) — российский скелетонист. Участник Зимних Олимпийских игр 2018 года.

## Спортивная карьера
Владислав Марченков родился 29 октября 1996 года в городе Великие Луки Псковской области. Занимался в секции спортивной аэробики у тренера Алевтины Николаевны Шолоховой. После окончания 9 классов Переслегинской гимназии переехал в Москву и поступил в Спортивный колледж. Там он начал заниматься скелетоном. Его первым тренером по скелетону был Сергей Александрович Колпаков, затем его тренерами стали Денис Равилиевич Алимов и Алла Степановна Беспалова.
Владислав Марченков является студентом Великолукской государственной академии физической культуры и спорта. Выступает за СШОР «Воробьёвы горы» Москомспорта. В сборной России с 2017 года. На Чемпионате России 2017 года занял 5-е место.
В феврале 2018 года представлял Россию на Зимних Олимпийских играх 2018 года в Пхёнчхане.